# Dryopteris sarvelae
Dryopteris sarvelae là một loài dương xỉ trong họ Dryopteridaceae. Loài này được Fraser-Jenk. & Jermy mô tả khoa học đầu tiên..
Danh pháp khoa học của loài này chưa được làm sáng tỏ. 